# 波特蘭 (密歇根州)
波特蘭（英語：Portland）是一個位於美國密歇根州愛奧尼亞縣的城市。

## 人口
根據2020年美國人口普查的數據，波特蘭的面積為7.18平方千米，當中陸地面積為6.81平方千米，而水域面積為0.37平方千米。當地共有人口3796人，而人口密度為每平方千米529人。